# Gerben Löwik
Gerben Löwik (Vriezenveen, 29 de junio de 1977) es un ciclista neerlandés.

## Trayectoria
Después de dos primeros años como profesional en el equipo Domo Farm Frites y después en el Rabobank, ganó sus primeras carreras en 2003 mientras militaba con el equipo Bankgiroloterij, donde la más relevante fue la Ster Elektrotoer. Después de unos años en el equipo Chocolade Jacques, con el que ganó la Vuelta a la Región de Valonia, volvió al equipo neerlandés Rabobank, y al año siguiente se une al Vacansoleil. En 2010 fue miembro del equipo Omega Pharma-Lotto.

## Palmarés
1998
- ZLM Tour

2003
- Grand Prix de la ville de Vilvoorde
- 1 etapa de la Vuelta a Alemania
- Ster Elektrotoer
- Circuito Franco-Belga, más 1 etapa

2004
- Tour de Valonia
- Noord Nederland Tour[1]

## Resultado en Grandes Vueltas y Campeonatos del Mundo
| Carrera         | Carrera         | 2000  | 2001 | 2002 | 2003 | 2004 | 2005 | 2006 | 2007 | 2008  | 2009 | 2010 |
| --------------- | --------------- | ----- | ---- | ---- | ---- | ---- | ---- | ---- | ---- | ----- | ---- | ---- |
|                 | Giro de Italia  | —     | —    | —    | —    | —    | —    | —    | —    | 116.º | —    | —    |
|                 | Tour de Francia | —     | —    | —    | —    | —    | Ab.  | —    | —    | —     | —    | —    |
|                 | Vuelta a España | 117.º | —    | —    | —    | —    | —    | —    | —    | —     | —    | —    |
| Mundial en Ruta | Mundial en Ruta | —     | —    | —    | 26.º | Ab.  | —    | 20.º | —    | —     | —    | —    |

—: no participa

Ab.: abandono